# Старокурманкеєво
Старокурманке́єво (рос. Старокурманкеево, башк. Иҫке Көрмәнкәй) — село у складі Давлекановського району Башкортостану, Росія. Входить до складу Курманкеєвської сільської ради.
Населення — 315 осіб (2010; 240 в 2002).
Національний склад:
- башкири — 97 %